# Vakhtang Jordania
Vakhtang Jordania (georgisch ვახტანგ ჟორდანია, Wachtang Schordania; * 9. Dezember 1942 in Tiflis, Georgische SSR; † 4. Oktober 2005 in Broadway, Virginia, USA) war ein georgischer Dirigent.
Jordania studierte Dirigieren am Konservatorium in Leningrad. Im Jahr 1971 gewann er den Herbert-von-Karajan-Wettbewerb in Berlin.